# بلدة شيلبي تشارتر (ميشيغان)
شيلبي تشارتر (بالإنجليزية: Shelby Charter Township, Michigan)‏ هي بلدة تقع في مقاطعة ماكومب (ميشيغان) بولاية ميشيغان في الولايات المتحدة. تبلغ مساحتها 91.2 (كم²)، وترتفع عن سطح البحر 207 م، بلغ عدد سكانها 73804 نسمة في عام 2010 حسب إحصاء مكتب تعداد الولايات المتحدة وتصل الكثافة السكانية فيها 725.4 نسمة/كم2.

## أعلام
- جستن ميرام
- كايل كونور
- بول غريفين

## وصلات خارجية
- www.shelbytwp.org
- The US50 - Cities and Towns in Michigan State
- Michigan Cities and Towns, Facts, Map, Flag, Colleges, Government, and More